# Acianos (Ósipov)
Acianos  (translitera del ruso: Васильки, Vasilkí) también conocido como «Naturaleza muerta con acianos», es una de las pinturas más conocidas del pintor ruso soviético Serguéi Ósipov (1915–1985).  

## Descripción
Este cuadro es típico de Ósipov: una naturaleza muerta en la que quedan objetos diversos del mundo campesino sobre la mesa. Destaca la imagen de flores silvestres, Centaurea cyanus, en un simple florero de cerámica, en el centro del primer plano.

## Historia
Por primera vez, el cuadro fue mostrado en 1980 en la mayor exposición de artistas de Leningrado. En 1983, el cuadro se exhibió en la exposición personal del artista en Moscú. En 1991, fue expuesto en la exposición como solista en la Unión de Artistas de Leningrado. En 1997, la pintura fue exhibida en San Petersburgo en la Exposición «Naturalezas muertas en la pintura 1950-1990. Escuela de Leningrado». En 2007, la pintura «Acianos» fue reproducida en el libro de «Realismo socialista desconocido. La Escuela de Leningrado». En 2011, el cuadro fue exhibido en la Exposición Conmemorativa en San Petersburgo.